# Kardeşlerim
Kardeșlerim (Frații mei/Totul pentru familia mea) este un serial de televiziune turcesc cu Celil Nalçakan, Halit Özgür Sarı, Yiğit Koçak, Su Burcu Yazgı Coșkun, Onur Seyit Yaran și Aylin Akpınar. A avut premiera pe ATV pe 20 februarie 2021. În România, serialul a avut premiera pe 14 noiembrie 2022, canalul de difuzare fiind Kanal D România.

## Povestea pe scurt
Povestea este in general despre Kadir, Ömer, Asiye și Emel, patru frați care își pierd părinții din cauza unor circumstanțe nefericite și încearcă să-și construiască viața înainte cu sprijinul reciproc. În ciuda suișurilor și coborâșurilor lor, ei sunt mereu acolo unul pentru celălalt. Dar în curând adevărul despre moartea părintelui lor începe încet să se dezvăluie și nimic nu va rămâne la fel.

## Sezoane
| Sezonul | Sezonul | Episoade | Episoade | Premiera TV        | Premiera TV       |
| Sezonul | Sezonul | Episoade | Episoade | Prima transmisie   | Ultima transmisie |
| ------- | ------- | -------- | -------- | ------------------ | ----------------- |
|         | 1       | 18       | 18       | 20 februarie 2021  | 19 iunie 2021     |
|         | 2       | 38       | 38       | 11 septembrie 2021 | 11 iunie 2022     |
|         | 3       | 38       | 38       | 3 septembrie 2022  | 10 iunie 2023     |
|         | 4       | 38       | 38       | 9 septembrie 2023  | 8 iunie 2024      |

Nota: Aceste date sunt corespunzătoare difuzării serialului în Turcia. În România datele nu coincid.

## Actori/Personaje
Principale
- Fadik Sevin Atasoy ca Șengül Eren; Fosta soție a lui Orhan, mama lui Oğulcan și Aybike și Kadir, Asiye, mătușa paternă a lui Ömer și Emel.

- Celil Nalçakan ca Akif Atakul, soțul lui Susan, fostul soț al lui Nebahat, tatăl lui Doruk, Kaan și Melisa Atakul. Tată vitreg al lui Harika. Ucigașul lui Hatice și al lui Veli Eren.

- Su Burcu Yazgı Coșkun ca Asiye Eren; fiica lui Hatice și Veli Eren, geamăna lui Ömer, sora lui Kadir și Emel, care este grijuliu și onest și acționează ca un pilon de susținere pentru frații și sora ei în orice moment, iubita lui Doruk.

- Yiğit Koçak  ca Ömer Eren; fiul adoptiv al lui Hatice și Veli Eren, fratele adoptiv al lui Kadir și Emel, geamănul adoptiv al lui Asiye, fratele mai mic Eren care încearcă să susțină frații săi, încercând totodată să-și ușureze responsabilitățile pe care le asumă fratele mai mare Kadir, în orice mod poate. iubitul lui Süsen. Copilul biologic al lui Susan Manyasali. Fratele vitreg al lui Harika.

- Aylin Akpınar ca Emel Eren; fiica lui Hatice și Veli Eren, cea mai mică dintre frații Eren. Este o fată dulce care își iubește frații necondiționat, dar ascunde în adâncul inimii ei dorul de părinți.

- Onur Seyit Yaran ca Doruk Atakul; fiul lui Akif și Nebahat Atakul, fratele mai mare al Melisei, fratele vitreg al lui Kaan, iubitul lui Asiye.

- Melis Minkari ca Aybike Eren; fiica lui Șengül și Orhan, sora mai mică a lui Oğulcan, verișoară a lui Ömer, Asıye, Emel și Kadır, iubita lui Berk.

- Recep Usta ca Berk Özkaya; Cel mai bun prieten al lui Doruk, Resul și fiul Aylei, iubitul lui Aybike.

- Cihan Șimșek ca Oğulcan Eren; fiul lui Șengül și Orhan, fratele mai mare al lui Aybike, fostul iubit al lui Harika. Văr cu Kadir, Ömer, Asiye, Emel.

Secundare
- Cüneyt Mete ca Orhan Eren; Fostul soț al lui Șengül, fratele lui Veli, tatăl lui Oğulcan și Aybike și Kadir, Asiye, unchiul patern al lui Ömer și Emel.

- Simge Selçuk ca Nebahat Atakul; Fosta soție a lui Akif, mama lui Doruk și Melisa.

- Ahu Yağtu ca Suzan Manyaslı; Văduva lui Kenan, mama lui Harika, mama biologică a lui Ömer și soția lui Akif.

- Lizge Cömert ca Süsen Kılıç; Prietena lui Harika, fosta iubită a lui Kadir, interesul amoros al lui Ömer.

- Berk Ali Çatal în rolul lui Tolga Barçın, fostul iubit al lui Ayșe și Cemile.

- Nazli Çetin ca Leyla Barçın, sora lui Tolga.

- Kaan Çakır ca Ahmet Yılmaz, tatăl biologic al lui Ömer.

- Ecem Sena Bayir ca Afra, fiica lui Gönül

- Emre Yetek ca Burak, directorul Colegiului Ataman.

- Bariș Aksavaș ca Ismail

Îndepărtați pe parcurs și cauza 
- Çağla Șimșek ca Ayșe, interesul amoros anterior al lui Tolga și Ömer. A mers la Bursa din cauza bolii mamei ei.

- Cengiz Tangör ca Veli Eren,  tatăl lui Kadir, Asiye, Ömer și Emel, fratele lui Orhan, soțul lui Hatice. A murit după ce a căzut dintr-o clădire.

- Güzin Alkan ca Hatice Eren, mama lui Kadir, Asiye, Ömer și Emel, soția lui Veli. A murit într-un accident de circulație.

- Halit Özgür Sarı ca Kadir Eren, fiul lui Hatice și Veli Eren, cel mai mare dintre cei patru frați, iubitul Melisei. Era un tânăr cinstit, muncitor și distant. Și-a asumat rolul atât de mamă, cât și de tată de a avea grijă de frații săi mai mici după moartea părintelui lor. A murit într-un accident de mașină provocat de Melisa, fără să știe.

- Damlasu İkizoğlu ca Melisa Atakul, fiica lui Akif și Nebahat Atakul, sora mai mică a lui Doruk și iubita lui Kadir.

- Kaan Sevi ca Mazlum, iubitul lui Talya. A plecat după moartea lui Kadir.

- İrem Salman ca Talya, prietenă cu Harika și iubita lui Mazlum.

- Nislu Yilmaz ca Cemile Akgün, fosta iubita a lui Tolga

- Eren Ören ca Kaan,fiul lui Akif, fratele vitreg al lui Doruk. A murit după ce a căzut pe balustrada școlii.

- Gözde Türker ca Harika, fiica lui Suzan, sora vitregă a lui Ömer. A plecat din Istanbul pentru a începe o nouă viață, după ce a luat banii „mătușii Sevgi”.

- Murat Onuk ca Kenan, soțul decedat al lui Suzan, tatăl lui Harika și vechiul partener de afaceri al lui Akif. A murit într-un accident de circulație.